# ريكو (مغني بريطاني)
ريكو (بالإنجليزية: Rico)‏ هو مغني وكاتب أغاني بريطاني، ولد في 1950 في غلاسكو في المملكة المتحدة.

## وصلات خارجية
- الموقع الرسمي
- ريكو على موقع ميوزك برينز (الإنجليزية)
- ريكو على موقع أول ميوزيك (الإنجليزية)
- ريكو على موقع ديسكوغز (الإنجليزية)